# Марин, Василе
Василе Марин (рум. Vasile Marin; 16 [29] января 1904, Бухарест, Королевство Румыния — 13 января 1937, Махадаонда, Вторая Испанская Республика) — румынский политик, националист, член движения «Железная гвардия»; участник гражданской войны в Испании, погибший в сражении на Мадридском фронте.

## Биография
В 1932 году окончил юридический факультет Бухарестского университета. В том же году вступил в ряды румынской Национальной крестьянской партии. Работал в правительственной администрации.
В декабре 1933 года вступил в Легион Архангела Михаила (Железная гвардия), созданный Корнелиу Зелей Кодряну. Вскоре стал лидером филиала в Бухаресте.
В конце 1936 года вместе с несколькими другими румынскими активистами, в качестве легионера, принял участие в гражданской войне в Испании на стороне националистических сил генерала Ф. Франко.
13 января 1937 года в первом же бою с республиканцами был убит у Махадаонды близ Мадрида.
13 февраля того же года в Бухаресте состоялись совместные торжественные похороны Василе Марина и Иона И. Моца, в которых приняли участие министры нацистской Германии и Италии, присутствовала делегация из франкистской Испании, представители Португалии, Японии и Польши.
13 января 1938 года в честь Василе Марина и Иона Моцы Кодряну создал специальный элитный корпус имени Моцы-Марина под командованием Александра Кантакузино. 13 сентября 1970 в Махадаонде по инициативе Франко был построен памятник, на котором среди других выбито имя Василе Марина.

## Галерея

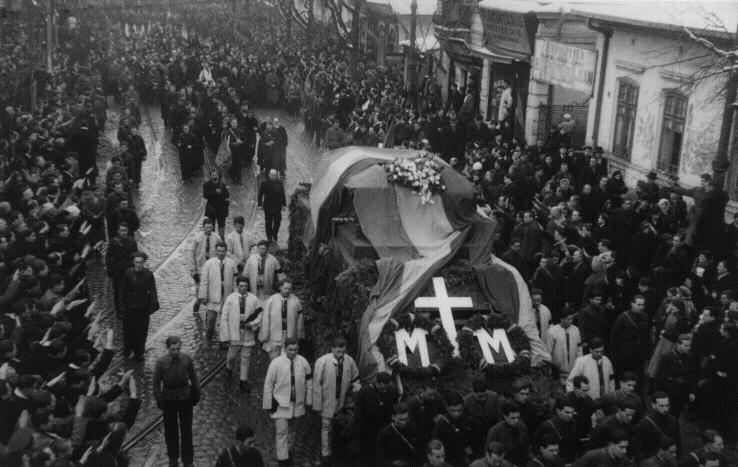
Торжественные похороны Василе Марина и Иона И. Моцы. 1937 г.
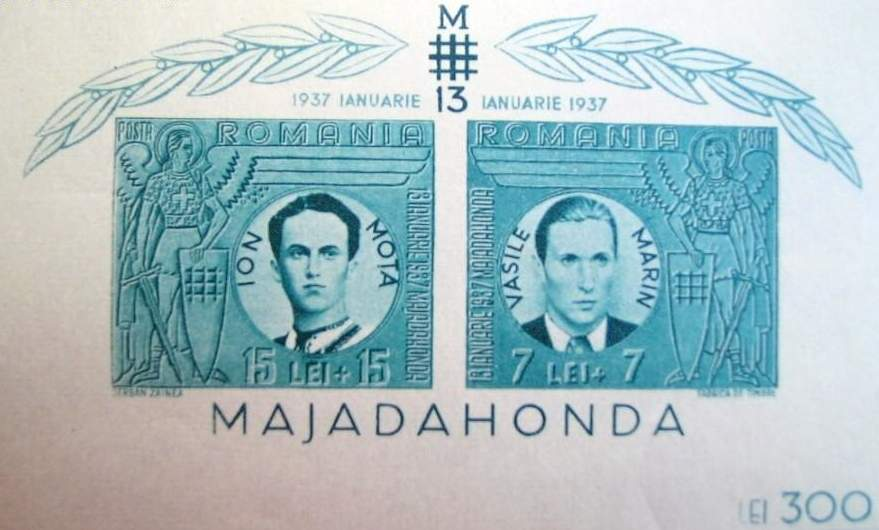
Василе Марина и Ион И. Моца на почтовой марке Румынии. 1941 г.